# Cortes de Santarém de 1477
Convocadas pelo príncipe D. João, regente na ausência do seu pai, o rei D. Afonso V, que pretendia reunir conjuntamente o Clero, a Nobreza e os Concelhos. A ideia fracassou por recusa do Clero e da Nobreza.